# Vereinigung deutscher Opern- und Tanzensembles

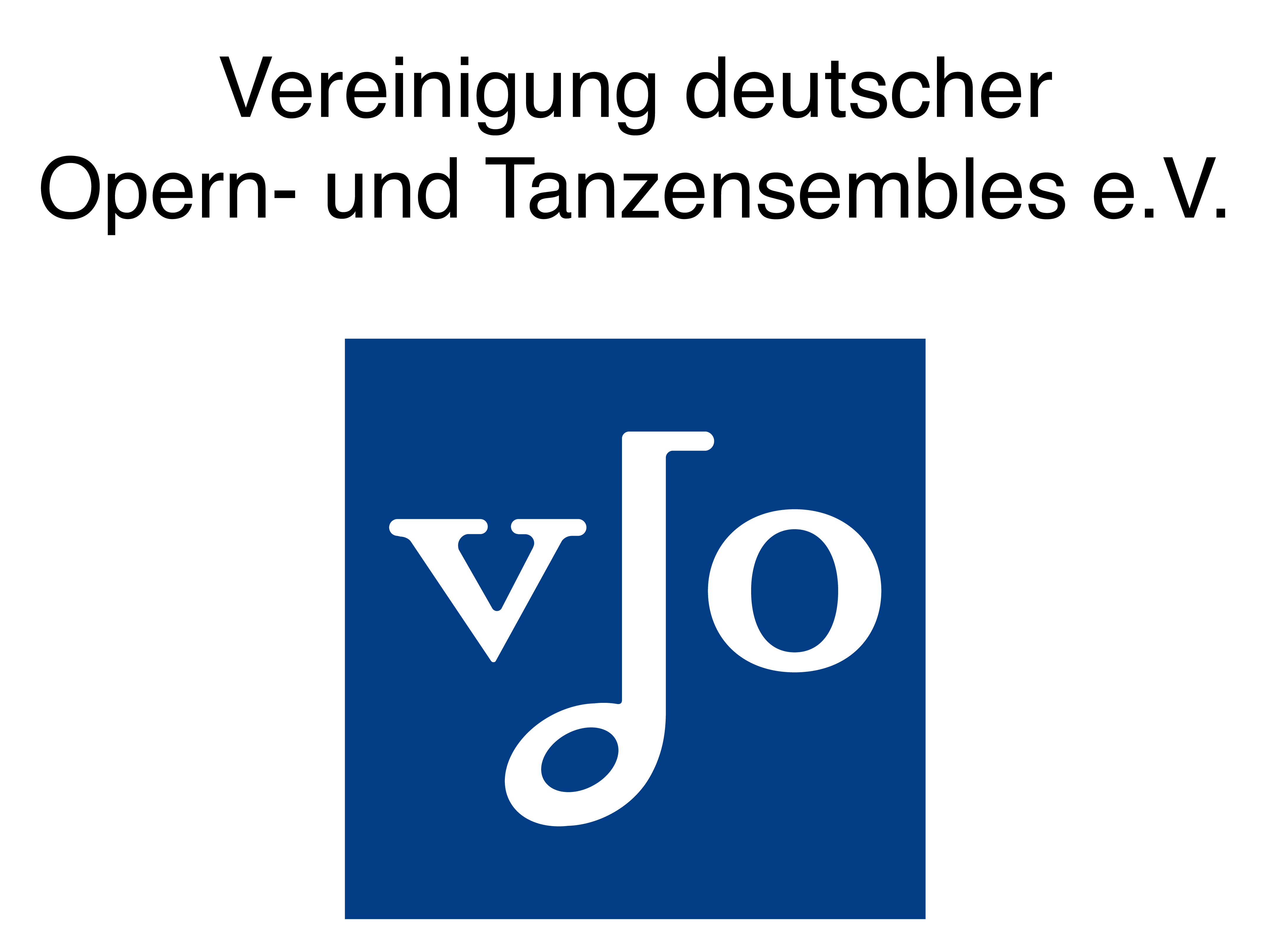
Logo der Vereinigung deutscher Opern- und Tanzensembles e. V.

Die Vereinigung deutscher Opern- und Tanzensembles e. V. (VdO) ist sowohl Berufsverband als auch Gewerkschaft, sie vertritt die Interessen der Musiktheater- und Tanzensembles an den deutschen Bühnen.

## Tätigkeit
Die VdO verfolgt den Zweck, die kulturellen, sozialen, rechtlichen und wirtschaftlichen Interessen, einschließlich des Leistungsschutzes, ihrer Mitglieder zu vertreten und den Nachwuchs zu fördern sowie bei mit dem Berufsbild verbunden auftretenden Schwierigkeiten behilflich zu sein.
In erster Linie geschieht dies durch regelmäßige Verhandlungen mit dem Deutschen Bühnenverein (DBV) zur Anpassung des Flächentarifvertrags bezüglich Gagenerhöhungen und Regelungen der allgemeinen Arbeitsbedingungen wie Arbeitszeit, Freizeit, Urlaub und Vergütung sowie der maßgeblichen sozialen Bedingungen wie Entgeltfortzahlung, Jubiläumszuwendungen, ergänzende Leistungen. Außerdem führt die VdO Verhandlungen zu Haustarifverträgen an einzelnen Häusern für ihre Mitglieder und ist direkt vor Ort behilflich bei Verhandlungen zu Betriebs- und Dienstvereinbarungen sowie zu individuellen und kollektiven Honorarvereinbarungen.
Die VdO hat Sitz und Stimme im Arbeitsausschuss und Verwaltungsrat der Versorgungsanstalt der deutschen Bühnen (VddB), über die alle künstlerisch Beschäftigten an deutschen Bühnen zur zusätzlichen Altersvorsorge versichert sind und vertritt auch hier die Interessen ihrer Mitglieder. Als Berufsverband und Gewerkschaft der Musiktheater- und Tanzensembles der deutschen Bühnen vertritt die VdO diese auch in den relevanten Gremien der Gesellschaft zur Verwertung von Leistungsschutzrechten (GVL), dem Deutschen Kulturrat, dem Deutschen Musikrat oder der International Federation of Actors (FIA).
Weiterhin unterstützt und berät die VdO ihre Mitglieder in allen Belangen, die unmittelbar und mittelbar aus ihrer beruflichen Tätigkeit heraus entstehen. Sie bietet ihnen individuelle Rechtsberatung sowie Rechtsschutz und vertritt sie bei den jeweils zuständigen Gerichten.
Darüber hinaus versteht sich die VdO als Mittlerin hinsichtlich sozial- und gesellschaftspolitischer Belange ihrer Mitglieder, deren Lebens- und Arbeitsverhältnisse durch die speziellen Bedingungen ihres Berufsfeldes geprägt sind.
Die Gewerkschaft ist Herausgeberin der zweimonatlich erscheinenden Fachzeitschrift  Oper & Tanz.

## Geschichte
Im Jahre 1884 wurde mit Blick auf die zunehmende soziale und künstlerische Emanzipation der Künstler-Kollektive, deren „Befreiung aus dem Elend“ auch schon Richard Wagner gefordert hatte, der "Deutsche Chorsängerverband" gegründet.
Diesem Verband, welcher sich als Wegbereiter der heutigen VdO, der Vereinigung deutscher Opern- und Tanzensembles e.V. beschreiben lässt, trat 1917 die Ballett-Union bei und es entstand der Deutsche Chorsänger- und Ballett-Verband. Ab 1928 nannte er sich Deutscher Chorsänger-Verband und Tänzerbund, konnte seine Existenz in der NS-Zeit jedoch genau so wenig behaupten, wie alle anderen Gewerkschaften und Berufsverbände. Im Jahre 1935 wurde der Verband aufgelöst, seine Mitglieder wurden „gleichgeschaltet“, mithin in das Kammer-System der nationalistischen Kulturpolitik gezwungen.
Nach dem Krieg verzichteten die vormals gut organisierten Opernchorsänger und Bühnentänzer zunächst auf eine eigene Berufsvertretung. Das hatte zur Folge, dass die sozialen und wirtschaftlichen Bedingungen für diese Kollektive zunehmend schlechter wurden und das gesellschaftliche Ansehen ihrer Mitglieder sank. Eine weitere Verschlechterung der öffentlichen Wahrnehmung dieser Berufsgruppen konnte nur durch den neuerlichen Zusammenschluss in einem eigenen Berufsverband verhindert werden. So wurde am 22. Juni 1959 in Düsseldorf auf Initiative des dann auch als Geschäftsführer tätigen Opernsängers Walter Kane die Vereinigung deutscher Opernchöre und Bühnentänzer e.V. in der DAG (VdO/DAG) gegründet, die sich als Nachfolgeorganisation des im Dritten Reich zwangsaufgelösten Chorsänger-Verbandes und Tänzerbundes verstand.
Als sich die VdO im Jahr ihrer Gründung der DAG anschloss, gelang es in den darauffolgenden Jahren, ein eigenständiges Tarifrecht für die beruflichen, künstlerischen und sozialen Belange der Opernchöre und Tanzgruppen zu schaffen. Dabei wurden die bis dahin geltenden Tarifordnungen, welche noch aus der NS-Zeit fortbestanden, abgelöst.
Nach zähem Kampf um die Anerkennung ihrer Tariffähigkeit gelangen der VdO 1960 unter Verhandlungsführung der DAG erste Tarifabschlüsse mit dem Deutschen Bühnenverein, deren wichtigste Ergebnisse die schrittweisen Angleichungen an das Tarifrecht des öffentlichen Dienstes waren. Während der Entwicklung des neuen Tarifrechts kam es zur Abtrennung der Manteltarifverträge für Chor und Tanz von den Verträgen der Solistinnen und Bühnentechnikerinnen und zur Einrichtung einer eigenständigen Bühnenschiedsgerichtsbarkeit. Darüber hinaus gelang die Einführung von an Orchestergrößen orientierten Gagenklassen samt Anpassungsklausel und – im Januar 1972 – die Tarifierung des Vertrages über einen Sozialschutz für Sängerinnen im Opernchor.
Schon 1979 waren die zwei Manteltarifverträge strukturell so verankert, dass sie bei der qualitativen Fortentwicklung in den darauf folgenden Jahren das Fundament für den 2003 tarifierten Normalvertrag bildeten.
Mit der Gründung von ver.di im Jahre 2001 verließ die VdO das Dach der DAG, um fortan auf eigenen Beinen zu stehen und die spezifischen Interessen ihrer Mitglieder auch weiterhin sachkundig und fachbezogen vertreten zu können. Nach Verhandlungsführung war es möglich, durch die Schaffung des Normalvertrags (NV) Chor/Tanz eine grundsätzliche Gleichbehandlung der Kollektive Opernchor und Tanzgruppe zu erreichen. Die spätere Zusammenfassung aller künstlerisch Beschäftigten an Theatern (abgesehen von Orchestermusikern) in einem Tarifwerk – dem NV Bühne mit den Sonderregelungen Solo, Bühnentechnik, Chor und Tanz – war ein Schritt, der, gemeinsam mit der Schwestergewerkschaft Genossenschaft Deutscher Bühnen-Angehöriger (GDBA) getan, nach Auffassung vieler einen Meilenstein in der Geschichte moderner Tarifpolitik darstellt.
Im Jahr 2021 beschloss die Bundesdelegiertenversammlung der VdO aufgrund der sich veränderten Zusammensetzung der Mitgliedschaft umfangreiche Satzungsänderungen und eine Umbenennung der Organisation in Vereinigung deutscher Opern- und Tanzensembles e.V.